# Ʋ
Cette page contient des caractères spéciaux ou non latins. S’ils s’affichent mal (▯, ?, etc.), consultez la page d’aide Unicode.
Ne doit pas être confondu avec ⱱ.
Pour les articles homonymes, voir V crosse.
V crosse ou V de ronde, Ʋ (minuscule ʋ) est une lettre additionnelle qui est utilisée dans l'écriture de certaines langues africaines, comme consonne dans l'écriture de l’avatime, de l’ewe, du gen-mina , du loma et toma. De par sa ressemblance avec l’upsilon grec ‹ υ › (ou parfois avec l’upsilon latin ‹ ʊ ›), elle est utilisée comme voyelle dans les alphabets de l’abidji, de l’ahanta, de l’agni, du bakwé, du bété, du birifor du Nord, du birifor du Sud, du bissa, du dagaare, du godié, du gurenne, de l’ikposso, du kabiyé, du kaansa, du kassem, du konabéré, du konni, du koulango, du kroumen, du kulaal, du kusaal, du lama, du lobiri, du lokpa, du moré, du néyo, du niaboua, du nkonya, du nuni, du pandikeri, du puguli, du san-mayaa, du sissala, du sokuya, du téén, du toura, du winyé, du wobé et du yaouré. La lettre a aussi été utilisé en yom, mais aujourd’hui la lettre upsilon ‹ Ʊ ʊ › est utilisée ; ou encore en shona dans la première moitié du XXe siècle.
Sa forme minuscule est également utilisée par l'alphabet phonétique international.

## Linguistique
Cyrus Byington a utilisé un v de ronde dans l’orthographe du chacta, notamment dans sa traduction du Nouveau Testament publiée en 1848. Byington utilise la lettre v à sa place dans sa grammaire de la langue chacta publiée en 1870 et la lettre ạ dans son dictionnaire chacta de 1915.
Dans l'alphabet phonétique international, [ʋ] représente une consonne spirante labio-dentale voisée. Il a d’abord représenté une consonne fricative bilabiale voisée, il est ensuite remplacé par le symbole ‹ β › en 1927, à la suite des recommandations de la Conférence de Copenhague de 1925, et représente dès lors une consonne spirante labio-dentale voisée.
Contrairement à l’usage de l’alphabet phonétique international standard, certains auteurs utilisent le v crosse ‹ ʋ › à la place de l’upsilon latin ‹ ʊ › pour representer une voyelle pré-fermée postérieure arrondie [ʊ],.
En ewe, Ʋ retranscrit une consonne fricative bilabiale voisée ([β] dans l'alphabet phonétique international). Ce son est distinct de celui représenté dans cette langue par V, qui est l'équivalent labio-dentale. Sa forme sourde est représentée par la lettre Ƒ.
En bissa, Ʋ représente une voyelle pré-fermée postérieure arrondie /ʊ/.

## Variantes et formes
| Majuscule | Minuscule | Description |
| --------- | --------- | --- |
|           |           | Formes basées sur le v minuscule de l’écriture ronde ; formes utilisées dans l’Alphabet africain de référence. |
|           |           | |
|           |           | Formes basées sur les V et v avec un crochet, notamment utilisée en loma ou toma au Liberia,.                  |
|           |           | Forme italique de ʋ utilisée par Clement Martyn Doke en 1925.                                                  |

## Représentations informatiques
Cette lettre possède les représentations Unicode suivantes :
| formes    | représentations | chaînes de caractères | points de code | descriptions                       |
| --------- | --------------- | --------------------- | -------------- | ---------------------------------- |
| capitale  | Ʋ               | Ʋ                     | U+01B2         | lettre majuscule latine v de ronde |
| minuscule | ʋ               | ʋ                     | U+028B         | lettre minuscule latine v de ronde |